# کوه ماراد
کوه ماراد یا کوه مارا (به مالایی: Gunung Murud) یک کوهستان ماسه‌سنگی واقع در مالزی و قسمتی از بورنئو می‌باشد.